# 大连晚报
《大连晚报》是中共大连市委主办，大连新闻传媒集团出版的一张综合性报纸，1988年7月1日创刊。以「传递信息，传播政策，引导生活，服务读者，弘扬文明，鞭挞丑恶」为办报宗旨。《大连晚报》为四开40版彩色日报，为读者提供各方面资讯，每天早晨出版发行。日发行量30多万份，稳居大连市报业之首。

## 荣誉
- 2000年12月4日，大连晚报社被评为“全国地方报社管理先进单位”